# Neoplocaederus emini
Neoplocaederus emini är en skalbaggsart som först beskrevs av Waterhouse 1890.  Neoplocaederus emini ingår i släktet Neoplocaederus och familjen långhorningar.
Artens utbredningsområde är Kenya. Inga underarter finns listade i Catalogue of Life.